# Piedrabuena (Ciudad Real)
Piedrabuena ist eine Gemeinde mit 4.345 Einwohnern (Stand: 2024) in der spanischen Provinz Ciudad Real der Autonomen Region Kastilien-La Mancha.

## Lage
Piedrabuena befindet sich etwa 26 Kilometer westnordwestlich von Ciudad Real in einer Höhe von ca. 600 m. Sie gehört zur  Sierra de Malagón und zu den Montes de Toledo. Im Gemeindegebiet befindet sich ein Großteil des Vulkangebiets von Campo de Calatrava mit der Lagune von El Lucianego, einem vulkanischen Krater, ebenso wie dem Vulkan von La Arzollosa. Die vulkanische Aktivität wird zeitlich auf neun bis zwei Millionen Jahre vor heute datiert.

## Bevölkerungsentwicklung
| Jahr      | 1970 | 1981 | 1991 | 2001 | 2011 | 2021 |
| Einwohner | 5127 | 4931 | 5213 | 4671 | 4752 | 4390 |

## Sehenswürdigkeiten
- Laguna del Lucianego (Vulkankrater)
- Burgruine von Miraflores
- Kirche
- Christuskapelle (Ermita del Santísimo Cristo de la Antigua)
- Bartholomäuskapelle

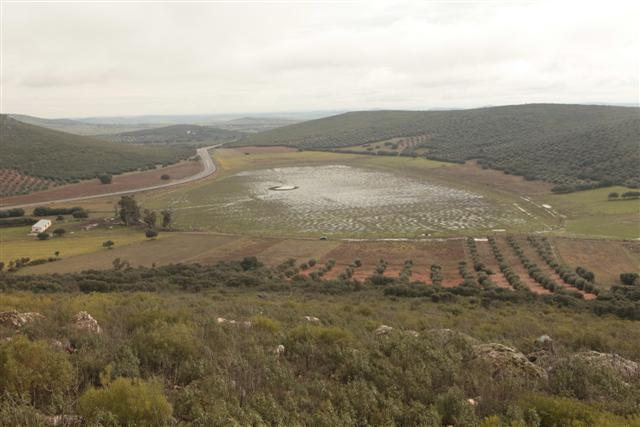
Laguna del Lucianego
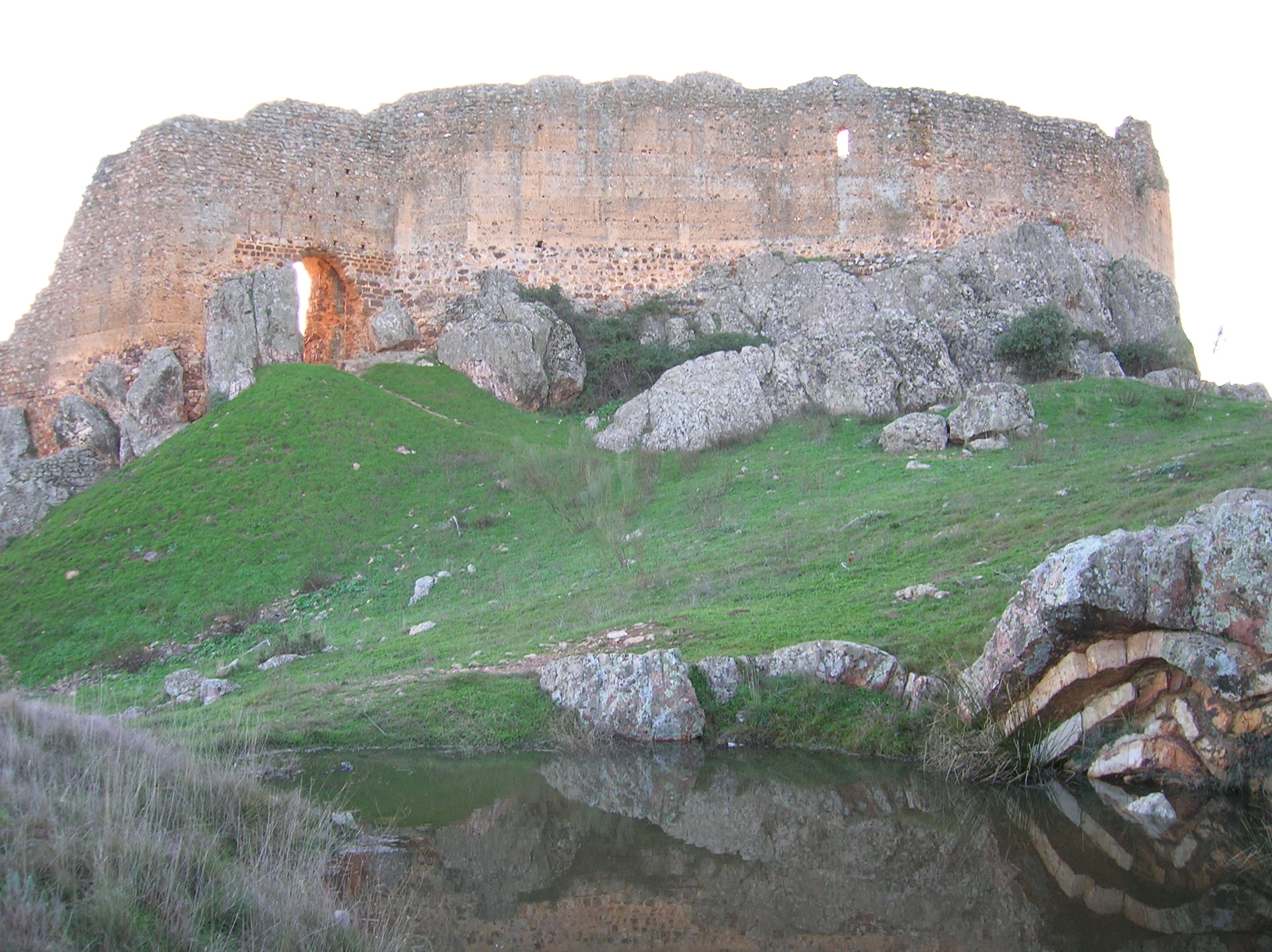
Burgruine von Milaflores
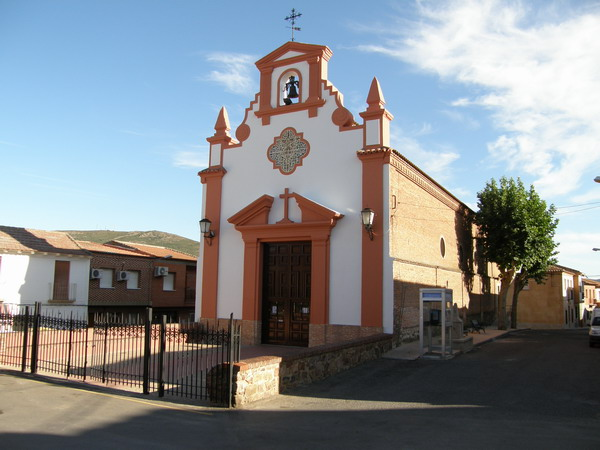
Christuskapelle

## Persönlichkeiten
- Vicente Sabariegos (1810–1873), General
- Mónico Sánchez (1880–1961), Elektroingenieur, Erfinder der ersten portablen Röntgenanlage